# Punctoribates angulatus
Punctoribates angulatus är en kvalsterart som beskrevs av Bayartogtokh, Grobler och Cobanoglu 2000. Punctoribates angulatus ingår i släktet Punctoribates och familjen Punctoribatidae. Inga underarter finns listade i Catalogue of Life.